# Hvalfjarðarsveit
Hvalfjarðarsveit é um município localizado na Islândia. Em 2021 tinha uma população estimada em 647 habitantes.
Este foi criado no dia 1 de julho de 2006, pela união dos municípios Hvalfjarðarstrandarhreppur, Innri-Akraneshreppi, Leirár- og Melahreppi and Skilmannahreppi.